# فيداد إبيشيفيتش
فيداد إبيشيفيتش (مواليد 6 أغسطس 1984 في فلاسينيكا - يوغوسلافيا) لاعب كرة قدم بوسني يلعب حالياً لصالح نادي الدرجة الأولى هيرتا برلين الألماني منذ 2015 في مركز المهاجم .

## روابط خارجية
- فيداد إبيشيفيتش على موقع الاتحاد الدولي (مؤرشف)  (الإنجليزية)
- فيداد إبيشيفيتش على موقع الاتحاد الأوربي (الإنجليزية)
- فيداد إبيشيفيتش على موقع إي إس بي إن إف سي (الإنجليزية)
- فيداد إبيشيفيتش على موقع قاعدة بيانات كرة القدم.إي يو (الإنجليزية)
- فيداد إبيشيفيتش على موقع بيانات كرة القدم. دي إي (الألمانية)
- فيداد إبيشيفيتش على موقع ليكيب (الفرنسية)
- فيداد إبيشيفيتش على موقع ناشيونال فوتبول تيمز (الإنجليزية)
- فيداد إبيشيفيتش على موقع Soccerway.com (الإنجليزية)
- فيداد إبيشيفيتش على موقع عالم كرة القدم.نت (الإنجليزية)
- فيداد إبيشيفيتش على موقع AS.com (الإسبانية)